# Генри, Грэм
Сэр Грэм Генри (англ. Graham Henry; 8 июня 1946) — новозеландский регбийный тренер, который привёл сборную команду Новой Зеландии к золотым медалям на Чемпионате мира по регби в 2011 году.

## Карьера
На любительском уровне играл в регби за команду региона Кентербери, и в крикет за команды Кентербери и Отага, выступающие в высшем дивизионе чемпионата Новой Зеландии по крикету. До начала карьеры тренера работал школьным учителем и директором школы.

### Клубы Окленда
Тренировал регбийную команду Окленд – сборную Регбийного союза Окленда, став 4-кратным чемпионом национального регбийного первенства (1992-1996 годы), а также клуб «Блюз» из Окленда, с которой выиграл первый объединённый сезон чемпионата «Супер Регби» в 1996 году.

### Сборная Уэльса
С 1998 по 2002 год Генри был главным тренером Сборной Уэльса, из успехов которой 11-матчевая беспроигрышная серия (в том числе и над действующими чемпионами мира — сборной ЮАР), а также впервые в истории выход из группы на Чемпионате мира 1999 года, где в четвертьфинале валлийцы уступили будущим чемпионам мира — сборной Австралии. В 2001 году Генри руководил сборной Британских и ирландских львов в туре по Австралии, где британская команда уступила в тест-серии из трёх матчей с общим счётом 2-1.

### Тренер Новой Зеландии
Став главным тренером Новой Зеландии в 2004 году, Генри пригласил ассистентом своего помощника по сборной Уэльса — Стива Хансена. Хансен тренировал Уэльс после отставки Генри, и к тому моменту дела Хансена в Уэльсе были совсем плохи — после серии поражений он подал в отставку. В первом матче под руководством Генри «Олл Блэкс» выиграли у Сборной Англии, действующего обладателя кубка мира. Второй тест-матч также завершился победой сборной Генри. В первом официальном турнире — Кубке трёх наций, команда одержала две победы и дважды проиграла, став последней в турнире. Генри критиковали в СМИ за использование излишне защитной тактики с плоской задней линией, из-за чего команда не могла отметиться достаточным количеством попыток и набрать очки.
Уже в следующем 2005 году Генри в туре Британских и ирландских львов выставил сборную Новой Зеландии, которая выиграла все три встречи. А в розыгрыше Кубка Трёх Наций выиграла все матчи, кроме одной встречи — против сборной Южной Африки. Это поражение стало единственным в году для команды Новой Зеландии, от международного совета World Rugby команда получила звание «команда года», Генри стал тренером года, а полузащитник веера Дэн Картер — игроком года. В 2006 году команда повторила этот успех, выиграв Три Нации, а также все тест-матчи в Европе против команд Англии, Франции и Уэльса. Генри снова стал тренером года, Новая Зеландия командой года, а Ричи Маккоу — игроком года.
В 2007 Генри сильно критиковали за провал сборной и вылет с Чемпионата Мира 2007 года, где Новая Зеландия в четвертьфинале сенсационно уступила сборной Франции со счётом 20:18. Генри дал установку последние 10 минут играть на попытку (приносит 5 очков), однако эксперты считали, что эффективнее было бы попробовать пробить дроп-гол или заработать штрафной (и то, и другое даёт 3 очка). Другие критиковали Генри за стартовый состав в решающей игре, в который не вошли сразу ряд ключевых игроков и это могло бы повлиять на счет. С другой стороны, рефери этого матча, валлиец Уэйн Барнс, не заметил ряда серьёзных нарушений. Французы несколько раз нарушили правила, играя в раке, а в решающей попытке Барнс не заметил пас вперёд у сборной Франции. Генри ни разу не апеллировал к судейству этого матча, за что по итогам года получил награду за спортивную честь. Выступление в этом розыгрыше кубка мира было для сборной Новой Зеландии худшим в истории (и до, и после этого команда всегда выходила в полуфинал), и Генри на какое-то время покинул сборную, однако был переназначен, конкурируя за пост главного тренера с Робби Динсом.
С поста главного тренера Новой Зеландии Грэм Генри ушёл в 2011 году, проведя с командой 140 матчей и, помимо кубка мира, 5 раз выиграв Кубок трёх наций (ныне «Регби Чемпионшип»).

### Сборная Аргентины
В 2012 году присоединился к сборной Аргентины как привлечённый консультант и помощник тренера. Вместе с командой он участвовал в Кубке Трёх Наций в 2013 году.